# Strobe cut
Der Strobe cut (Röhrenblitzschnitt) ist eine von dem US-amerikanischen Pop-Art-Multimediakünstler Andy Warhol erfundene Filmtechnik, die er in einigen seiner frühen Experimentalfilme benutzte.
Beim Strobe cut werden Bild und Ton während der Aufnahme geschnitten und nicht nachträglich gemischt, da der Ton direkt auf dem Filmstreifen aufgezeichnet wird (Lichttonverfahren). Durch den gleichzeitigen Wechsel entstehen ein kurzer Lichteinfall und ein „trockenes“ Geräusch, die beide bei der Filmvorführung deutlich spürbar sind.
Die bislang beste Beschreibung der Wirkung dieser Technik lieferte der Filmkritiker Gene Youngblood in der Los Angeles Free Press am 16. Januar 1968:
„Die Szene wird unterbrochen, um [den Betrachter] daran zu erinnern, dass das ganze letztlich nur ein Film ist, aufgenommen von einer Kamera, die jederzeit an- und abgeschaltet werden kann und die es erlaubt, durch einen Druck auf den Knopf kinematographisches Leben entstehen oder verschwinden zu lassen. Gleichzeitig verleiht der strobe cut den Sequenzen eine zusätzliche thematische Kraft, indem er seine Szene gleichsam interpunktiert und akzentuiert – ganz ähnlich, wie die optische Fahrt und der Kameraschwenk traditionelle dramatische Effekte intensivieren können, indem sie im richtigen Augenblick die richtige visuelle Koordinate ins Bild bringen.“ (zit. nach: Enno Patalas, Andy Warhol und seine Filme, München 1971)
Erstmals fand die Technik Anwendung in Warhols Film Bufferin über eine Lesung des Dichters Gerard Malanga (1966), der auch als Assistent in Warhols Factory arbeitete; spätere Beispiele sind I, A Man und ★★★★ von Warhol aus dem Jahr 1967 sowie Trash (1970) von Paul Morrissey. Der Strobe cut kann  filmhistorisch mit den zu gleicher Zeit verwendeten Jump Cuts von Jean-Luc Godard verglichen werden.